# Guillaume III de Toulouse
Pour les articles homonymes, voir Guillaume de Toulouse.
Guillaume III de Toulouse, dit Taillefer, (° v. 975 - † 1037) est un comte de Toulouse, d’Albi et du Quercy de 978 à 1037. Il était fils de Raymond (V), comte de Toulouse, et d’Adélaïde d’Anjou.

## Naissance
Sa filiation a longtemps été l’objet d’une erreur, les Bénédictins l’ayant fait fils du comte Raymond III Pons et de Garsinde, mais cette filiation posait plusieurs problèmes :
- le premier est que Guillaume III aurait régné sur Toulouse de 942 à 1037 soit près d’un siècle ;
- le second est qu’au moins deux comtes du nom de Raymond et peut-être un du nom d’Hugues sont cités par des actes contemporains au cours de la période allant de 942 à 980.

Plus récemment, une autre thèse a été proposée, faisant de Guillaume III un arrière-petit-fils de Raymond III Pons et le fils d’un de ces deux comtes, Raymond V et d’Adélaïde d’Anjou.

## Biographie
Ses parents se sont mariés en 975, il naît peu après et sa mère se remarie en 982 avec le futur Louis V de France mais divorce en 984 et se remarie, pour la quatrième fois, avec Guillaume Ier le libérateur, comte de Provence.
Il a de nombreux litiges avec l’Église et tente de s’approprier ses biens : avec l’abbaye de Lézat, à qui il est obligé de rendre les biens usurpés entre 1015 et 1025. Le pape Jean XIX lui ordonne d’interdire à ses vassaux de piller les terres de Moissac, un litige qui ne trouve sa conclusion qu’avec son fils Pons qui en fit don à Cluny.
En 1018, son demi-frère Guillaume II de Provence est tué au siège de Fos, laissant trois enfants mineurs, Guillaume, Foulques Bertrand et Geoffroi. D'autres seigneurs se révoltent et Adélaïde d'Anjou, inquiète du sort de ses petits-fils, lui demande son aide. Il est lui-même marié en secondes noces à une comtesse de Provence d'une autre branche familiale et Guillaume, accompagné du comte de Besalù, Bernard Taillefer, qui se noie en traversant le Rhône, intervient de 1021 à 1023 au secours de ses neveux et soumet les seigneurs révoltés.
Guillaume devient le prince le plus puissant du midi de la France à une époque où l’influence du roi de France, devenu capétien, recule dans la région. Il porte le titre de marchio prefatus a pago Tholosano (marquis et préfet du pays de Toulouse) [réf. nécessaire]. Par sa seconde épouse, il étend son influence vers l’actuel Languedoc et la Provence. Mais il est en même temps obligé de céder du pouvoir dans sa propre ville de Toulouse et de renoncer aux taxes sur les marchés de la ville, sur la demande d’un conseil de nobles et de religieux locaux.
En 1397, la Porte Taillefer donne accès à la ville de Toulouse, côté ouest par le faubourg Saint-Cyprien.

## Mariages et enfants
Il épouse en premières noces une Arsinde, d’origine inconnue et qui donne naissance à :
- Raymond, mort jeune ;
- Henri, mort jeune.

Il se remarie vers 1019 avec Emma, comtesse de Provence, fille de Rotboald II, comte de Provence et d'Ermengarde, nièce de Guillaume de Provence, qui donne naissance à :
- Pons († 1060), comte de Toulouse, d’Albi et du Quercy ;
- Bertrand Ier, comte de Provence.